# Alexandra Dowling
Alexandra Dowling (22 de maio de 1990) é uma atriz britânica. Ela é mais conhecida por interpretar a rainha Ana de Áustria, na série de televisão da BBC, The Musketeers, e por sua participação como Roslin Frey em Game of Thrones, da HBO.

## Filmografia

### Cinema
| Ano  | Título             | Papel            | Notas          |
| ---- | ------------------ | ---------------- | -------------- |
| 2013 | Hammer of the Gods | Agnes            |                |
| 2014 | Nobodycarrot7      | Celeste          | Curta-metragem |
| 2022 | Emily              | Charlotte Brontë |                |

### Televisão
| Ano         | Filme                    | Papel                 | Notas                               |
| ----------- | ------------------------ | --------------------- | ----------------------------------- |
| 2012        | Merlin                   | Kara                  | Episódio: "The Drawing of the Dark" |
| 2013        | Game of Thrones          | Roslin Frey           | Episódio: "The Rains of Castamere"  |
| 2013        | Agatha Christie's Poirot | Marie McDermott       | Episódio:"Elephants Can Remember"   |
| 2014 - 2016 | The Musketeers           | Rainha Ana de Áustria | Protagonista                        |

## Teatro
| Ano  | Título                     | Papel  | Notas                           |
| ---- | -------------------------- | ------ | ------------------------------- |
| 2015 | The Last of The De Mullins | Bertha | Jermyn Street Theatre (Londres) |
| 2016 | I Have Been Here Before    |        | Jermyn Street Theatre           |